# Ballets Russos

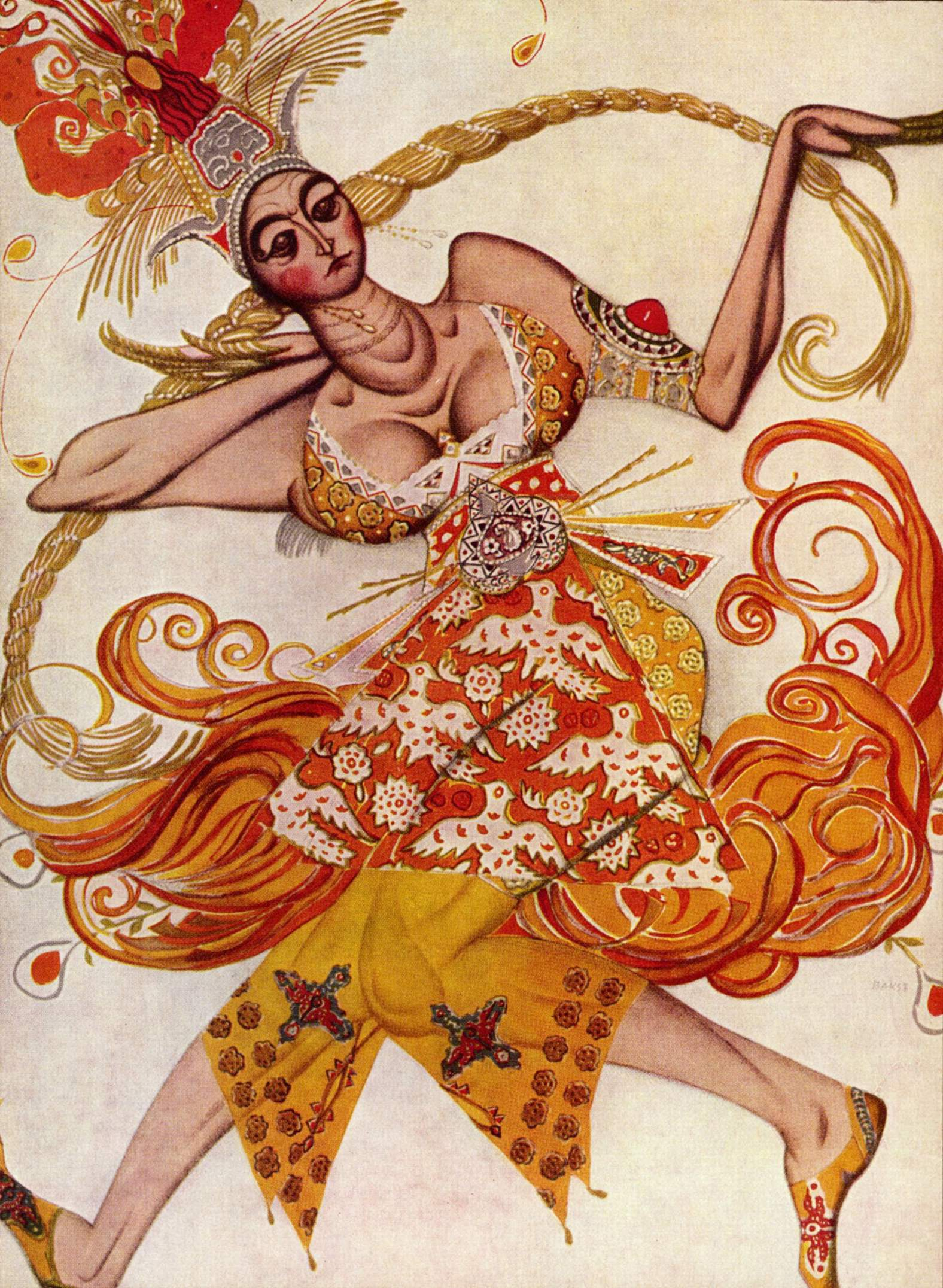
Léon Bakst: L'ocell de foc, ballarina, 1910

Els Ballets Russos (en francès: Ballets Russes) va ser una cèlebre companyia de ballet creada l'any 1907 per l'empresari rus Serguei Diàguilev, amb els millors integrants del Ballet Imperial del Teatre Mariïnski de Sant Petersburg, dirigits pel gran coreògraf Màrius Petipà. Des de 1909, la companyia va començar les seues gires internacionals i el 1911 s'independitzà dels Ballets Imperials. Va esdevenir una companyia independent, resident primer en el Théâtre Mogador de París, i després a Montecarlo, París i Londres.
Va causar sensació a l'Europa occidental gràcies a la gran vitalitat de l'escola russa comparada amb el ballet que es feia a França en aquella època. Va esdevenir la companyia de ballet més influent del segle xx, i la seua influència, d'una manera o d'una altra, perdura fins avui dia, havent-se conservat més endavant el seu esperit en els Ballets del Marquès de Cuevas.
Les contribucions econòmiques de Winnaretta Singer, músic i patrona de la cultura avantguardista, van assegurar l'èxit dels Ballets Russos a Europa.

## Les gires
La primera temporada dels Ballets Russes va tenir lloc en el Théâtre du Châtelet, del 18 de maig al 18 juny de 1909. Cada any en aquestes dates, la companyia tornava a París, al principi al Châtelet, més tard a altres teatres.
A partir de 1911, la troupe va donar també representacions a Roma, Viena, en el «Grand Théâtre» de Ginebra, Barcelona i Madrid. Va actuar també a Amèrica del sud des de 1913, als Estats Units d'Amèrica des de 1915; després de la Primera Guerra Mundial, va actuar a Bèlgica entre 1922 i 1928, a Lausana i Berna l'any 1923 i als Països Baixos el 1924. L'última representació es feu a Vichèi el 4 d'agost de 1929.
| - 1909 - París. - 1910 - Brussel·les - París. - 1911 - París - Londres - Montecarlo - Roma. - 1912 - Berlín - Budapest - Londres - París - Viena. - 1913 - Amèrica del Sud - Londres - Lió - Montecarlo - París - Viena. - 1914 - Londres - París. - 1915 - Estats Units - Ginebra - Itàlia. - 1916 - Estats Units. - 1917 - Amèrica del Sud - Barcelona - Estats Units - París - Roma. - 1918 - Valencia-Barcelona - Madrid. - 1919 - Londres - Paris. | - 1920 - París - Roma. - 1921 - Ginegra - Lió - París - Roma. - 1922 - Anvers - Brussel·les - Ginebra - Oostende - París- Viena. - 1923 - Anvers - Berna - Ginebra - Lausana - Montecarlo - París. - 1924 - Amsterdam - La Haia - Montecarlo - París- Rotterdam. - 1925 - Barcelona - París. - 1926 - Londres - Montecarlo - París - Viena. - 1927 - Londres - Montecarlo - París - 1928 - Brussel·les - París. - 1929 - Londres - París- Vichy. |

## El final de l'era Diàguilev

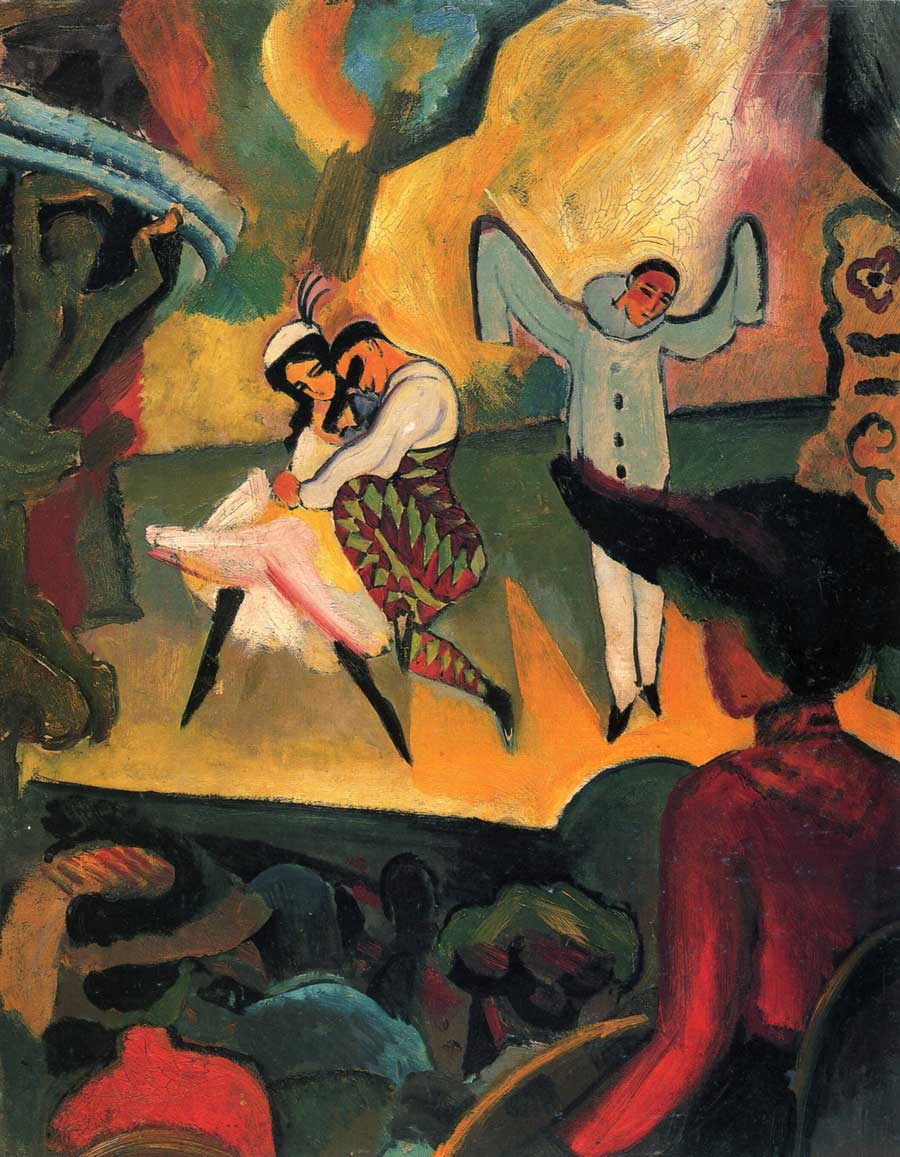
Ballet rus, d'August Macke (1912)

Després de la mort de Diàguilev a Venècia l'any 1929 la propietat de la companyia va ser reclamada pels creditors, i els ballarins es van dispersar. En els anys següents, la companyia (només de nom) va ser reviscuda com el Ballet Rus de Montecarlo (en el que els noms de George Balanchine i Tamara Toumanova hi van estar associats) i com l'Original Ballet Russe.
Malgrat totes les temptatives de Serge Lifar i de Boris Kochno, la troupe no va sobreviure al seu fundador.

## Els ballarins
Principals ballarins i ballarines:
| - George Balanchine, també coreògraf. - Adolph Bolm, també coreògraf. - Carlotta Brianza - Enrico Cecchetti - Anton Dolin - Liubov Iegòrova - Michel Fokine, també coreògraf. - Vera Fokine - Sacha Goudine, també coreògraf | - Stanislas Idzikowski - Tamara Karsavina - Mathilde Kschessinska - Serge Lifar, també coreògraf. - Lydia Lopokova - Alicia Markova - Léonide Massine, també coreògraf. - Vera Nemtchinova, - Vàtslav Nijinski, també coreògraf. | - Bronislava Nijinska, també coreògrafa. - George Skibine, també coreograf. - Anna Pàvlova - Ida Rubinstein - Lydia Sokolova - Olga Spessivtseva - Alexandre Volinine - Nicolas Zverev |

## Els altres artistes
Els espectacles van revelar també al públic el talent de grans compositors: 
- Compositors russos: Modest Mússorgski, Aleksandr Borodín, Serguei Prokófiev, Ígor Stravinski, Nikolai Rimski-Kórsakov, Anton Arenski, Nikolai Txerepnin, Maximilien Steinberg, Anatoli Liadov i Mili Balakirev.
- Compositors francesos: Maurice Ravel, Claude Debussy, Francis Poulenc, Erik Satie, Darius Milhaud, Georges Auric, Reynaldo Hahn, Florent Schmitt, Gabriel Fauré i Henri Sauguet.
- Altres Compositors: Richard Strauss, Manuel de Falla, Ottorino Respighi i Vittorio Riutu

En els decorats i els vestuaris, Diàguilev treball fonamentalment amb Léon Bakst i Aleksandr Benois, però després de la Primera Guerra mundial, s'estimarà més treballar amb altres artistes: 
- Pintors Pablo Picasso, Henri Matisse, Georges Braque, André Derain, Maurice Utrillo, Georges Rouault, Marie Laurencin, Odilon Redon, Giorgio de Chirico, Pere Pruna, Josep Maria Sert, Nicholas Roerich, Ivan Bilibin i Pavel Tchelitchev.

## A Catalunya
La Catalunya de principis del segle xx, moderna i avantguardista, troba en els Ballets Russos de Serguei Diàguilev i en el concepte d'obra d'art total el motor i l'impuls regenerador del ballet. De resultes d'això, tota una generació d'artistes plàstics iniciarà col·laboracions amb el món coreogràfic. Aquesta gran companyia debuta a París l'any 1909 i vuit anys més tard arriba al Gran Teatre del Liceu. La seva visita dona a conèixer al país la nova realitat artística que està triomfant a Europa i posa la llavor perquè la dansa es converteixi, també a Catalunya, en un art catalitzador de noves idees, un art renovador dels escenaris del segle xx.
El primer programa dels ballets de Diàguilev a Barcelona ofereix peces emblemàtiques com Les sylphides de Chopin i Carnaval de Robert Schumann, coreografiades per Michel Fokine. L'admiració que provoquen aquestes representacions és enorme i la companyia torna sovint a la ciutat els anys següents.
Aquests espectacles parteixen d'una concepció coreogràfica nova. Es tracta de ballets breus, que compten amb música de compositors moderns com Pulenc, Auric, Ravel, Debussy o Stravinski, i amb les coreografies igualment avançades de Fokine, Massine, Nijinsky o Nijinska, per citar els noms més destacats. Així mateix, col·laboren en l'escenografia artistes plàstics com Picasso, Benois, Braque i Matisse, entre d'altres.
L'impacte provocat pels Ballets Russos desperta un gran entusiasme per la dansa a Catalunya i contribueix a l'aparició d'una nova generació de ballarins i coreògrafs. Mostra del renovat interès per aquest art és la programació al Teatre Novetats de la companyia dels Ballets Suecs de Rolf de Maré l'any 1921 i la contractació al Teatre Eldorado (Barcelona) d'una companyia formada per catorze exmembres dels Ballets Russos, entre els quals destaca Alexander Gavrilov.
La mort de Diàguilev el 1929 significa la fi de la seva companyia. Al Teatre del Liceu, però, se seguiran veient coreografies de renom internacional: el 1930 es programa un ballet d'Anna Pàvlova, excol·laboradora dels Ballets Russos, i el 1934 i 35, els Ballets de Montecarlo, dirigits pel Coronel de Basil. El 1933 actuen també al Teatro Nuevo els Ballets de Bronislava Nijinska, que havia estat ballarina i coreògrafa a les ordres del director rus.

## Repertori
| Any  | títol                                                | Compositor | Coreògraf                              | Escenografia i disseny                                                   |
| 1909 | Le Pavillon d'Armide                                 | Nikolai Txerepnin                                                                                               | Michel Fokine                          | Aleksandr Benois                                                         |
|      | Les Danses polovtsiennes del príncep Ígor            | Aleksandr Borodín                                                                                               | Michel Fokine                          | Nicholas Roerich                                                         |
|      | El Festin                                            | varios autors                                                                                                   | Michel Fokine                          | Léon Bakst i altres                                                      |
|      | Les Sylphides                                        | Frédéric Chopin                                                                                                 | Michel Fokine                          | Aleksandr Benois                                                         |
|      | Cléopâtre                                            | Anton Arenski i altres                                                                                          | Michel Fokine                          | Léon Bakst                                                               |
| 1910 | Carnaval                                             | Robert Schumann                                                                                                 | Michel Fokine                          | Léon Bakst                                                               |
|      | L'ocell de foc                                       | Ígor Stravinski                                                                                                 | Michel Fokine                          | Alexandre Golovin, Léon Bakst                                            |
|      | Schéhérazade                                         | Rimski-Kórsakov                                                                                                 | Michel Fokine                          | Léon Bakst                                                               |
| 1911 | Narcise                                              | Nikolai Txerepnín                                                                                               | Michel Fokine                          | Léon Bakst                                                               |
|      | Petruixka                                            | Ígor Stravinski                                                                                                 | Michel Fokine                          | Aleksandr Benois                                                         |
|      | Sadko                                                | Nikolai Rimski-Kórsakov                                                                                         | Michel Fokine                          | Boris Anisfeld                                                           |
|      | Le spectre de la Rose                                | Carl Maria Von Weber                                                                                            | Michel Fokine                          | Léon Bakst                                                               |
| 1912 | L'après-midi d'un faune                              | Claude Debussy                                                                                                  | Michel Fokine, Vàtslav Nijinski        | Léon Bakst, Odilon Redon                                                 |
|      | Daphnis et Chloé                                     | Maurice Ravel                                                                                                   | Michel Fokine                          | Léon Bakst                                                               |
|      | Le Dieu Bleu                                         | Reynaldo Hahn                                                                                                   | Michel Fokine                          | Léon Bakst                                                               |
|      | Thamar                                               | Mili Balakirev                                                                                                  | Michel Fokine                          | Léon Bakst                                                               |
| 1913 | Jeux                                                 | Claude Debussy                                                                                                  | Vàtslav Nijinski                       | Léon Bakst                                                               |
|      | La Khovànxtxina                                      | Modest Mússorgski                                                                                               | Adolphe Bolm                           | Fedor Fedor                                                              |
|      | La consagració de la primavera                       | Ígor Stravinski                                                                                                 | Vàtslav Nijinski                       | Nicholas Roerich                                                         |
|      | Tragédie de Salomé                                   | Florent Schmitt                                                                                                 | Boris Romanov                          | Sergei Sudeikin                                                          |
| 1914 | Le Coq d'Or                                          | Rimski-Kórsakov                                                                                                 | Michel Fokine                          | Natalia Goncharova                                                       |
|      | La legènde de Joseph                                 | Richard Strauss                                                                                                 | Vaslav Nijinskij                       | Josep Maria Sert (decorats); Léon Bakst, A. Benois (vestuari)            |
|      | Mides                                                | Maximilien Steinberg                                                                                            | Michel Fokine                          | Mstislav Doboujinski                                                     |
|      | Papillons                                            | Robert Schumann                                                                                                 | Michel Fokine                          | Mstislav Doboujinsky i Léon Bakst                                        |
| 1915 | Soleil de Nuit                                       | Rimski-Kórsakov                                                                                                 | Leonide Massine                        | Mikhail Larionov                                                         |
| 1916 | Las Meninas                                          | Louis Aubert, Gabriel Fauré (Pavane), Maurice Ravel (Alborada del gracioso), Emmanuel Chabrier (Menuet pompeux) | Léonide Massine                        | Josep Maria Sert (vestuari)                                              |
| 1917 | Les Contes russes                                    | Anatoli Liadov                                                                                                  | Léonide Massine                        | Michel Larionov                                                          |
|      | Parade                                               | Erik Satie | Léonide Massine, poema de Jean Cocteau | Pablo Picasso                                                            |
| 1919 | La Boutique fantastique                              | Gioacchino Rossini, Ottorino Respighi                                                                           | Léonide Massine                        | André Derain                                                             |
|      | El sombrero de tres picos                            | Manuel de Falla                                                                                                 | Léonide Massine                        | Pablo Picasso                                                            |
|      | The gardens of Aranjuez (nova versió de Las Meninas) | Louis Aubert, Gabriel Fauré, Maurice Ravel, Emmanuel Chabrier                                                   | Léonide Massine                        | Josep Maria Sert (vestuari)                                              |
| 1920 | Le chant du rossignol                                | Ígor Stravinski                                                                                                 | Léonide Massine                        | Henri Matisse                                                            |
|      | Pulcinella                                           | Ígor Stravinski                                                                                                 | Léonide Massine                        | Pablo Picasso                                                            |
|      | Ballet de l'astuce féminine o Cimarosiana            | Domenico Cimarosa                                                                                               | Léonide Massine                        | Josep Maria Sert                                                         |
| 1921 | Chout                                                | Serguei Prokófiev                                                                                               | Mikhail Larionov                       | Mikhaïl Larionov                                                         |
|      | La bella dorment                                     | Piotr Ilitx Txaikovski                                                                                          | Màrius Petipà                          | Léon Bakst                                                               |
| 1922 | Renard                                               | Ígor Stravinski                                                                                                 | Bronislava Nijinska                    | Mikhaïl Larionov                                                         |
| 1923 | Les noces                                            | Ígor Stravinski                                                                                                 | Bronislava Nijinska                    | Natalia Goncharova                                                       |
| 1924 | Les biches                                           | Francis Poulenc                                                                                                 | Bronislava Nijinska                    | Marie Laurencin                                                          |
|      | Les Fâcheux                                          | Georges Auric                                                                                                   | Bronislava Nijinska                    | Georges Braque                                                           |
|      | Le train bleu                                        | Darius Milhaud                                                                                                  | Bronislava Nijinska                    | Laurens (escenografia), Coco Chanel (vestuari), Pablo Picasso (decorats) |
| 1925 | Barabau                                              | Vittorio Riutu                                                                                                  | George Balanchine                      | Maurice Utrillo                                                          |
|      | Les matelots                                         | Georges Auric                                                                                                   | Léonide Massine                        | Pere Pruna                                                               |
|      | Zéphyr et Flore                                      | Vladimir Dukelski                                                                                               | Léonide Massine                        | Georges Braque                                                           |
| 1926 | Jack in the box                                      | Erik Satie | George Balanchine                      | André Derain                                                             |
| 1926 | Roméo et Juliette                                    | Constant Lambert                                                                                                |                                        | Max Ernst (teló) i Joan Miró (decorats i vestuari)                       |
|      | Pastorale                                            | Georges Auric                                                                                                   | George Balanchine                      | Pere Pruna                                                               |
|      | Una nuit sur le Mont Chauve                          | Modest Mússorgski                                                                                               | Bronislava Nijinska                    | Nathalie Gontxarov                                                       |
| 1927 | La chatte                                            | Henri Sauguet                                                                                                   | George Balanchine                      | Antoine Pevsner                                                          |
|      | Mercure                                              | Erik Satie | Léonide Massine                        | Pablo Picasso                                                            |
|      | Pas d'acier                                          | Serguei Prokófiev                                                                                               | Léonide Massine                        | George Jaculov                                                           |
| 1928 | Apollon musagète                                     | Ígor Stravinski                                                                                                 | George Balanchine                      | Bauschant (escenografia), Coco Chanel (vestuari)                         |
|      | Les Dieux mendiants                                  | Georg Friedrich Haendel                                                                                         | George Balanchine                      | Léon Bakst                                                               |
|      | Ode                                                  | Nicolas Nabokov                                                                                                 | Léonide Massine                        |                                                                          |
| 1929 | Le Bal                                               | Vittorio Riutu                                                                                                  | George Balanchine                      | Giorgio de Chirico                                                       |
|      | Le fils prodigue                                     | Serguei Prokófiev                                                                                               | George Balanchine                      | Georges Rouault                                                          |